# Волошина Євдокія Василівна
Євдокі́я Васи́лівна Воло́шина (1898  — невідомо ) — радянський державний діяч, селянка. Депутат Верховної Ради УРСР 1-го скликання (1941–1947).

## Біографія
Народилася 1898 року.
У 1930-х роках — селянка-незаможниця в селі Плахтіївка.
З 1940 року, після приєднання Бессарабії до Радянського Союзу, очолювала кооператив у селі Плахтіївка Саратського району Ізмаїльської області.
12 січня 1941 року була обрана депутатом Верховної Ради УРСР першого скликання по Саратському виборчому округу № 390 Ізмаїльської області.
Станом на червень 1945 року — не працювала.